# Schaltgruppe
Als Schaltgruppe wird in der elektrischen Energietechnik bei Dreiphasentransformatoren die Verschaltung der ober- und unterspannungsseitigen Wicklungen in einem Dreiphasenwechselstromsystem bezeichnet. Die Oberseite kennzeichnet die Seite des Transformators mit höherer elektrischer Spannung, die Unterseite mit niedrigerer Spannung. Je nach Schaltgruppe ergeben sich zusätzlich zum Windungszahlverhältnis unterschiedliche Übersetzungsverhältnisse zwischen Ober- und Unterspannungsseite. Die Spezifikation erfolgt unter anderem in der DIN VDE 0532-76-1:2012-03, Abschnitt 6.2. Die Norm ist als DIN EN 60076-1 als Europäische Norm eingeführt.

## Allgemeines

Schema eines Dreiphasentransformators

Ein Dreiphasentransformator besitzt drei bewickelte Eisenschenkel. Die Schaltgruppe spezifiziert dabei die Verschaltung der drei zusammengehörigen Wicklungen eines Drehstromsystems. In einfachen Transformatoren mit einem ober- und einem unterspannungsseitigen Drehstromsystem trägt jeder Schenkel je eine Ober- und eine Unterspannungswicklung. Der Transformator besitzt somit insgesamt sechs Wicklungen.

### Kennzeichnung der Schaltgruppe
Die Schaltgruppe und deren Kennzeichen setzt sich aus folgenden Punkten zusammen:
1. Schaltungsart des oberspannungsseitigen Systems. Dabei werden Großbuchstaben verwendet.
2. Schaltungsart des unterspannungsseitigen Systems. Dabei werden Kleinbuchstaben verwendet.
3. Angabe der Stundenzahl

### Schaltungsarten
Ober- und Unterspannungswicklung des Dreiphasentransformators lassen sich in Grundschaltungen einteilen, wobei jede Seite unabhängig von der anderen Seite eine der folgenden Formen annehmen kann:
- Bei der Sternschaltung, abgekürzt mit den Buchstaben „Y“ und „y“, werden die Anfänge der drei Wicklungen mit den Außenleitern des äußeren Drehstromsystems verbunden. Die Enden werden zusammen verbunden und bilden den Sternpunkt. Der Sternpunkt wird im Rahmen der Sternpunktbehandlung je nach Anwendung und System beispielsweise starr geerdet und mit einem ggf. vorhandenen Neutralleiter verbunden, oder an die Erdschlusskompensation angeschlossen.
- Bei der Dreieckschaltung, abgekürzt mit den Buchstaben „D“ und „d“, werden die drei Wicklungen in Reihe geschaltet, d. h. das Ende einer Wicklung wird mit dem Anfang der nächsten Wicklung verbunden. Die Eckpunkte des dabei entstehenden Dreiecks werden mit den Außenleitern des Drehstromsystems verbunden. Ein Sternpunkt ist nicht vorhanden.
- Bei der Zickzackschaltung, abgekürzt mit den Buchstaben „Z“ und „z“, umschließt jede Wicklung eines Drehstromsystems je zur Hälfte zwei Eisenschenkel. Die Anfänge der Wicklungen werden mit den drei Außenleitern verbunden, die Enden werden zu einem Sternpunkt zusammengeschaltet. Die Zickzack-Schaltung der Wicklungen findet in der Regel nur auf der Unterspannungsseite statt. Alternativ zur Zickzackschaltung kommen Ausgleichswicklungen zum Einsatz.
- Bei offenen Wicklungen, gekennzeichnet durch  „III“ und „iii“, werden Wicklungsanfang und -ende der drei Wicklungen nach außen geführt.
- Wird der Sternpunkt der Schaltung nach außen geführt, wird dies mit den Buchstaben „N“ und „n“ gekennzeichnet.
- Bei einem Spartransformator (auch Autotransformator genannt), gekennzeichnet durch  „auto“ oder dem Buchstaben „a“, stellt die Unterspannungswicklung ein Teil der Oberspannungswicklung dar. Spartransformatoren für Dreiphasenwechselstrom werden in der Sternschaltung ausgeführt, die Phasenverschiebung zwischen Ober- und Unterspannungsseite beträgt 0°.
- Besitzt der Transformator eine Ausgleichs-, Prüf- oder Zusatzwicklung, die nicht mit einer äußeren Last abgeschlossen ist, wird diese mit einem „+“, dem Buchstaben ihrer Schaltungsart und der Stundenzahl an die Schaltgruppe angehängt.
- Besitzt ein Trafo eine veränderbare Wicklungsschaltung, wird diese in Klammern hinter die Schaltgruppe der Lieferkonfiguration gesetzt.

### Stundenzahl
Zusätzlich ergibt sich im Rahmen einer Schaltgruppe eine Phasenverschiebung der Außenleiterspannungen. Dadurch nimmt das Übersetzungsverhältnis von Dreiphasentransformatoren einen komplexen Wert an. Diese wird unmittelbar hinter den Schaltungsbuchstaben als Stundenzahl angegeben. Dabei wird davon ausgegangen, dass die Phase I der Oberspannungswicklung im Zeigerdiagramm auf 12 Uhr steht. Der Zeiger der Unterspannung zeigt in die Richtung der induzierten Spannung, die sich für die Schaltung ergibt. Da die Spannung der Unterspannungsseite der der Oberspannungsseite folgt, ist mathematisch mit negativem Vorzeichen zu arbeiten. D.h. der Drehsinn der Zeigerdiagramm ist gegenläufig (Gegenuhrzeigersinn) und die Stundenzahl ist dabei die Stunden als Vielfache von -30°, auf die die Unterspannung zeigt.
Je nach Kombination der Schaltungsart von Ober- und Unterspannung ergeben sich als mögliche Werte entweder alle geradzahligen Stundenwerte (0, 2, 4, 6, 8 oder 10) oder alle ungeraden Stundenwerte (1, 3, 5, 7, 9 oder 11). Dabei ergeben sich für die geradzahligen Stundenwerte Phasenverschiebungen von 0°, 60°, 120°, 180°, 240° oder 300° und für die ungeraden Stundenwerte Phasenverschiebungen von 30°, 90°, 150°, 210°, 270°, 330°. Es gibt bei einem System keine Schaltung, bei der alle zwölf Phasenverschiebungen möglich sind.
Transformatoren mit offenen Wicklungen besitzen keine Stundenzahl, da das Verhältnis der Phasen zueinander von der Schaltung außerhalb des Transformators abhängt.

### Besonderheiten
- Besitzt ein Transformator mehrere Unterspannungssysteme, z. B. ein Dreiwicklungstransformator, so werden nach gleichem Muster weitere Angaben zum zusätzlichen Drehstromsystem hinzugefügt. Besitzt er dabei drei unterschiedliche Spannungsebenen, so kann neben der Ober- und Unterspannungswicklung auch von einer Mittelspannungswicklung (im Sinne der mittlere Wicklung) gesprochen werden.
- Bei einphasigen Wechselstrom-Transformatoren wird gelegentlich als Schaltgruppe die Kennung „Ii0“ oder auch „Ii6“ angegeben. Dabei sind prinzipbedingt nur diese Schaltgruppen möglich. Durch Verpolen der Anschlusskabel auf einer Seite des Transformators ist eine Phasendrehung um 180° möglich.
- Maschinentransformatoren  können spezielle Schaltgruppen besitzen. Beispielsweise besitzen die Maschinentransformatoren im Kraftwerk Freudenau vier Wicklungen mit der Schaltgruppe „YNd5d5d5“. Auf der Oberspannungsseite weist der Transformator eine Sternschaltung mit herausgeführtem Sternpunkt zur Sternpunktverschaltung auf. Auf der Unterspannungsseite besitzt der Transformator je drei Wicklungsgruppen in Dreiecksschaltung, welche zu drei einzelnen Generatoren führen und zum Hochspannungsnetz eine Phasendrehung von nachlaufend 150° besitzen. Das Kraftwerk besitzt in Summe sechs Generatoren.
- Bei der Vielzahl der möglichen Kombinationen haben nur vier sogenannte Vorzugsschaltgruppen praktische Bedeutung; Yy0, Dy5, Yd5, Yz5. Dabei ist die Sternpunktbehandlung anwendungsspezifisch zu betrachten, sodass diese hier nicht angegeben sind.
- Von der Schaltgruppe lässt sich nicht mit Sicherheit auf die tatsächliche Phasenlage zwischen Ober- und Unterspannung schließen. Durch Vertauschen der Anschlusskabel an den Anschlussklemmen der Ober- und/oder Unterspannungswicklungen lassen sich die Phasen weiter drehen.

## Beispiele
In der folgenden Tabelle sind beispielhaft einige übliche Schaltgruppen, deren komplexe Spannungsübersetzung und Anwendungen angegeben. Dabei bezeichnet w1 die ober-, w2 die unterspannungsseitige Windungszahl.
| Schaltgruppe | Spannungübersetzung | Beschreibung | Anwendung                                                                                                |
| ------------ | --- | --- | --- |
| YNyn0+d5     | {\displaystyle {\underline {\ddot {u}}}={\frac {w_{1}}{w_{2}}}}                                                          | ober- und unterspannungsseitige Sternschaltung mit jeweils nach außen geführten Sternpunkten und Ausgleichswicklung in Dreiecksschaltung | Große Kuppeltransformatoren im Verbundnetz und Parallelbetrieb, z. B. zwischen 380-kV- und 220-kV-Ebene. |
| Yd5          | {\displaystyle {\underline {\ddot {u}}}={\sqrt {3}}\cdot {\frac {w_{1}}{w_{2}}}\cdot e^{j\cdot 150^{\circ }}}            | oberspannungsseitige Stern-, unterspannungsseitige Dreieckschaltung                                                                      | Maschinentransformator                                                                                   |
| Yd11         | {\displaystyle {\underline {\ddot {u}}}={\sqrt {3}}\cdot {\frac {w_{1}}{w_{2}}}\cdot e^{j\cdot 330^{\circ }}}            | oberspannungsseitige Stern-, unterspannungsseitige Dreieckschaltung                                                                      | Maschinentransformator                                                                                   |
| Dy5          | {\displaystyle {\underline {\ddot {u}}}={\frac {1}{\sqrt {3}}}\cdot {\frac {w_{1}}{w_{2}}}\cdot e^{j\cdot 150^{\circ }}} | oberspannungsseitige Dreieck-, unterspannungsseitige Sternschaltung                                                                      | Verteilungstransformatoren kleiner bis großer Leistung                                                   |
| Yz5          | {\displaystyle {\underline {\ddot {u}}}={\frac {2}{\sqrt {3}}}\cdot {\frac {w_{1}}{w_{2}}}\cdot e^{j\cdot 150^{\circ }}} | oberspannungsseitige Stern-, unterspannungsseitige Zick-Zack-Schaltung                                                                   | Kleiner Verteilungstransformator, bei stark unsymmetrischer Belastung.                                   |